# Valle de Lajas

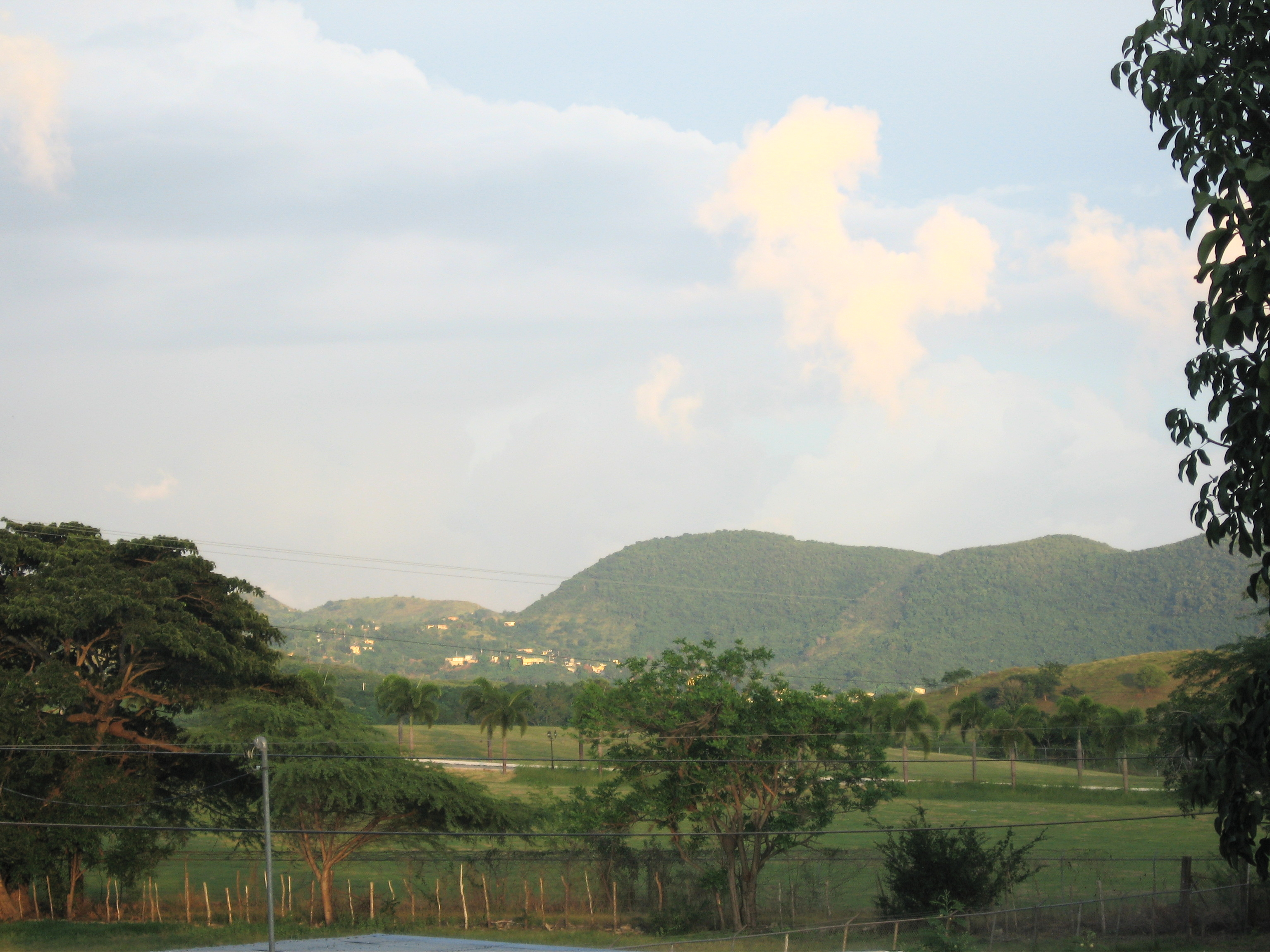
El Valle de las Lajas en Sabana Grande, noviembre de 2006

El área del Valle de Lajas está ubicada en la región suroeste de Puerto Rico. Se extiende desde la bahía de Boquerón (Cabo Rojo) en el oeste hasta la bahía de  Guánica en el este; por el norte y por el sur está limitado por una serie de colinas de poca elevación. El Valle de Lajas, propiamente hablando es una llanura uniforme de 20 millas de largo por 3 de ancho con un área de 30.454 acres. La precipitación pluvial promedio es de 35 pulgadas y la mayor parte de ésta ocurre en los meses de septiembre, octubre y noviembre. Los suelos fértiles, topografía plana y considerable extensión de tierra, limitados por condiciones ambientales para la explotación agrícola intensiva, fueron factores determinantes para crear interés gubernamental para el establecimiento de facilidades de riego en el Valle de Lajas.
- Datos: Q6474272